# ليبيا كوميك كون
 ليبيا كوميك كون  (بالإنجليزية: Libya Comic Con)‏ هو الحدث والمؤتمر والمعرض الرسمي الأول من نوعه في ليبيا، والمتخصص في عرض صناعة القصص المصورة والصناعات المصاحبة لها في ليبيا.
أقيم في نسخته الأولى في أجنحة معرض طرابلس الدولي في طرابلس العاصمة الليبية في سنة 2016.
و يهتم الحدث بنشر نشاطات الكوزبلاي وأفلام الكرتون والقصص المصورة وألعاب الفيديو والرياضة الإلكترونية والفنون الرقمية وأفلام الخيال العلمي والمانغا مع أهتمامه بأظهار الثقافة المحلية من خلال هذه النشاطات عبر شخصيات أبطال عوالم القصص المصورة ذات الطابع المحلي .

## نسخ الحدث
| النسخة | التاريخ                    | المكان                             | المشاركين    | الحضور           | الضيوف الرسميين                                                                 | لجنة التنظيم         |
| ------ | -------------------------- | ---------------------------------- | ------------ | ---------------- | ------------------------------------------------------------------------------- | -------------------- |
| 1      | 27 أكتوبر - 29 أكتوبر 2016 | معرض طرابلس الدولي، العاصمة طرابلس | 220          | أكثر من 8000 شخص | مسؤولين بالحكومة الليبية وسفراء بعض الدول في ليبيا وأصحاب الشركات الراعية للحدث | سيجما لتنظيم المعارض |
| 2      | ليس مؤكد بعد في العام 2017 | ليس مؤكد بعد                       | ليس مؤكد بعد | ليس مؤكد بعد     | ليس مؤكد بعد                                                                    | سيجما لتنظيم المعارض |

## شعارات الحدث في كل سنة
| شعار نسخة الحدث للعام 2016 | شعار نسخة الحدث للعام 2017 |
| -------------------------- | -------------------------- |
|                            |                            |

## عراقيل
تعرض الحدث للإيقاف في موسم عام 2017 من قبل قوة الردع الخاصة بعد حملة كبيرة اطلقت علي مواقع التواصل الاجتماعي
اتهمت منظمى المهرجان والمشاركين فيه بانهم اصحاب افكار هدامة ومفسدون للاخلاق وعبدة شياطيين 
, وبالتالي قامت القوة والتي كانت هي نفسها تحمي الحدث بالتدخل وايقافه ومصادرة المعدات واجهزة الكومبيوتر 
واعتقال مجموعة من المنظميين وارسالهم لتلقي ارشادات ووعائظ دينية بعدما تم تعريضهم للتحقيق وحلق رؤوسهم.
ويشكك متتبعي الحدث والمشاركين فيه في احتمالية اقامة نسخة اخري في ظل الاوضاع الامنية والسياسية الراهنة للبلد.

## مقالات ذات صلة
- سان دييغو كومك كون إنترناشونال
- معرض الشرق الأوسط للأفلام والقصص المصورة

## روابط خارجية
1 - شركة سيجما لتنظيم المعارض